# Classe ATC H05
Une section du code ATC :
H Hormones systémiques, hormones sexuelles exclues
H05 Médicaments de l'équilibre calcique.

## H05A Hormones parathyroïdiennes

### H05AA Hormones parathyroïdiennes
H05AA01 Extrait de glande parathyroïde
H05AA02 Tériparatide
H05AA03 Hormone parathyroïdienne

## H05B Agents antiparathyroïdiens

### H05BA Calcitonines
H05BA01 Calcitonine synthétique de saumon
H05BA02 Calcitonine naturelle de porc
H05BA03 Calcitonine synthétique humaine
H05BA04 Elcatonine (en)

### H05BX Autres agents antiparathyroïdiens
H05BX01 Cinacalcet
H05BX02 Paricalcitol
H05BX03 Doxercalciférol (en)
H05BX04 Etelcalcetide (en)